# Сельское поселение «Деревня Хвощи»
Сельское поселение «Деревня Хвощи» — муниципальное образование в Износковском районе Калужской области.
Административный центр — деревня Хвощи.

## История
Статус и границы территории сельского поселения установлены законом Калужской области № 7-ОЗ от 28 декабря 2004 года «Об установлении границ муниципальных образований, расположенных на территории административно-территориальных единиц „Бабынинский район“, „Боровский район“, „Дзержинский район“, „Жиздринский район“, „Жуковский район“, „Износковский район“, „Козельский район“, „Малоярославецкий район“, „Мосальский район“, „Ферзиковский район“, „Хвастовический район“, „Город Калуга“, „Город Обнинск“, и наделением их статусом городского поселения, сельского поселения, городского округа, муниципального района».

## Население
| 2010 | 2012 | 2013 | 2014 | 2015 | 2016 | 2017 |
| ---- | ---- | ---- | ---- | ---- | ---- | ---- |
| 485  | ↘468 | ↗471 | →471 | ↘444 | ↗449 | ↘438 |
| 2018 | 2019 | 2020 | 2021 |      |      |      |
| ↘432 | ↘419 | ↗436 | ↘367 |      |      |      |

## Состав поселения
В состав сельского поселения входят 9 населённых пунктов:
| № | Населённый пункт    | Тип населённого пункта         | Население |
| - | ------------------- | ------------------------------ | --------- |
| 1 | Большое Семеновское | деревня                        | 12        |
| 2 | Горки               | деревня                        | 14        |
| 3 | Калиновка           | деревня                        | 9         |
| 4 | Морозово            | деревня                        | 10        |
| 5 | Мочалки             | деревня                        | 10        |
| 6 | Пенязи              | деревня                        | 21        |
| 7 | Семеновское         | деревня                        | 11        |
| 8 | Хвощи               | деревня административный центр | 388       |
| 9 | Хмелевка            | деревня                        | 10        |